# Teinach
Die Teinach ist ein 15,4 km langer Fluss im Nordschwarzwald in Baden-Württemberg, der beim Bad Teinach-Zavelsteiner Ortsteil Teinachtal von links und Westen in die Nagold mündet.

## Name
Der Name erscheint als Oikonym erstmals schriftlich im 12. Jahrhundert als Deinaha. Die Endung -aha bezeichnete im Althochdeutschen Fließgewässer, während sich das Bestimmungswort wohl vom westgermanischen *þaina- „feucht, schmelzen“ ableitet.

## Geographie

### Verlauf
Die Teinach entspringt im Wald nördlich von Neuweiler auf etwa 660 m ü. NN und läuft auf der umgebenden Hochebene zunächst südwärts, wobei sie zuerst das Naturschutzgebiet Falchenwiesen und dann den Hauptort der Gemeinde durchquert. An der Kläranlage des Dorfes hat sie sich in Tallage eingegraben, in der sie hier dann östlich weiterzieht; von hier bis zur Mündung ist die Kleinstadt Neubulach rechter Anrainer. Dem ersten linken Zufluss Eitelbach von der Hochebene folgt bald die Weikenmühle der Gemeinde Neuweiler am linken Ufer, etwas später läuft sie ab der Glasmühle nördlich und nimmt dann nach dem Dachshof am Lautenbacherhof von links den Lautenbach auf, der Gemeindegrenze zur kleinen Kurstadt Bad Teinach-Zavelstein ist. Bevor die Teinach dessen Hauptort am linken Ufer passiert, wendet sich der Lauf auf Ostkurs; in der kleinen Stadt mündet, wiederum von links, der Rötenbach. Danach dreht sie auf Südostkurs und wird aus der Neubulacher Stadtgemarkung durch ihren letzten größeren und rechten Zufluss Dürrbach verstärkt, ehe sie nach 15,4 km Lauf bei den zur Bad Teinach gehörenden Häusern von Teinachtal von links und zuletzt Westen auf 342,5 m ü. NN in die Nagold einfließt. Sie hat eine Länge von 15,4 km.

### Einzugsgebiet
Das Einzugsgebiet ist 61,5 km² groß und weitgehend bewaldet, darin hat sie ihr Tal bis zu 200 m tief in die umliegende Ebene eingegraben. Außer durch Neuweiler fließt die Teinach nur noch durch den Ort Bad Teinach. Dazwischen liegen einige einsame Höfe und Sägemühlen.

### Zuflüsse
Direkte Zuflüsse von der Quelle zur Mündung. Auswahl.
- (Bach aus Richtung Zwerenberg), von rechts und Süden kurz nach der Ostwendung, 0,9 km.
- Eitelsbach, von links und Westnordwesten vor der Weikenmühle, 1,5 km.
- (Hangbach aus Richtung Neubulach), von rechts und Südosten etwa gegenüber der Glasmühle, 0,7 km.
- (Schluchtbach aus Richtung Breitenberg), von links und Westen am Dachshof, 0,7 km.
- Lautenbach, von links und Westen am Lautenbachhof, 5,1 km und 11,5 km².
- (Bach aus der Reutenbergklinge), von rechts und Osten in den Mühlkanal am Lautenbachhof, 0,9 km.
- Mönchsbrunnenbach, von links und Nordwesten nahe Emberg, 2,8 km.
- Rötenbach, von links und Nordwesten in Bad Teinach, 2,9 km und 7,0 km².
- Dürrbach, von rechts und Südwesten vor Teinachtal, 3,0 km und 4,9 km².

## Wirtschaft
Zwischen Neuweiler und Bad Teinach liegen an der Teinach die Weikenmühle, Glasmühle, der Dachshof und der Lautenbachhof. Flussaufwärts dieser Höfe findet man meist künstlich angelegte Mühlbäche, die früher dazu dienten, Mühlräder anzutreiben. Heute werden sie zum Teil noch zur Stromgewinnung mit Turbinen genutzt. Nur die Weikenmühle und die Glasmühle sind heute (2011) noch als Sägemühle in Betrieb.